# Березове (Полтавський район)
Бере́зове —  село в Україні, у Скороходівській селищній громаді Полтавського району Полтавської області. Населення становить 50 осіб. До 2020 орган місцевого самоврядування — Филенківська сільська рада.

## Географія
Село Березове знаходиться на відстані 3 км від сіл Степове та Скибівка. По селу протікає Балка Березова, ліва притока Ковалівки (Басейн Мерли).

## Історія
12 червня 2020 року, відповідно до розпорядження Кабінету Міністрів України № 721-р «Про визначення адміністративних центрів та затвердження територій територіальних громад Полтавської області», село увійшло до складу Скороходівської селищної громади.
19 липня 2020 року, в результаті адміністративно - територіальної реформи та ліквідації Чутівського району, село увійшло до складу новоутвореного Полтавського району.